# 면섬유

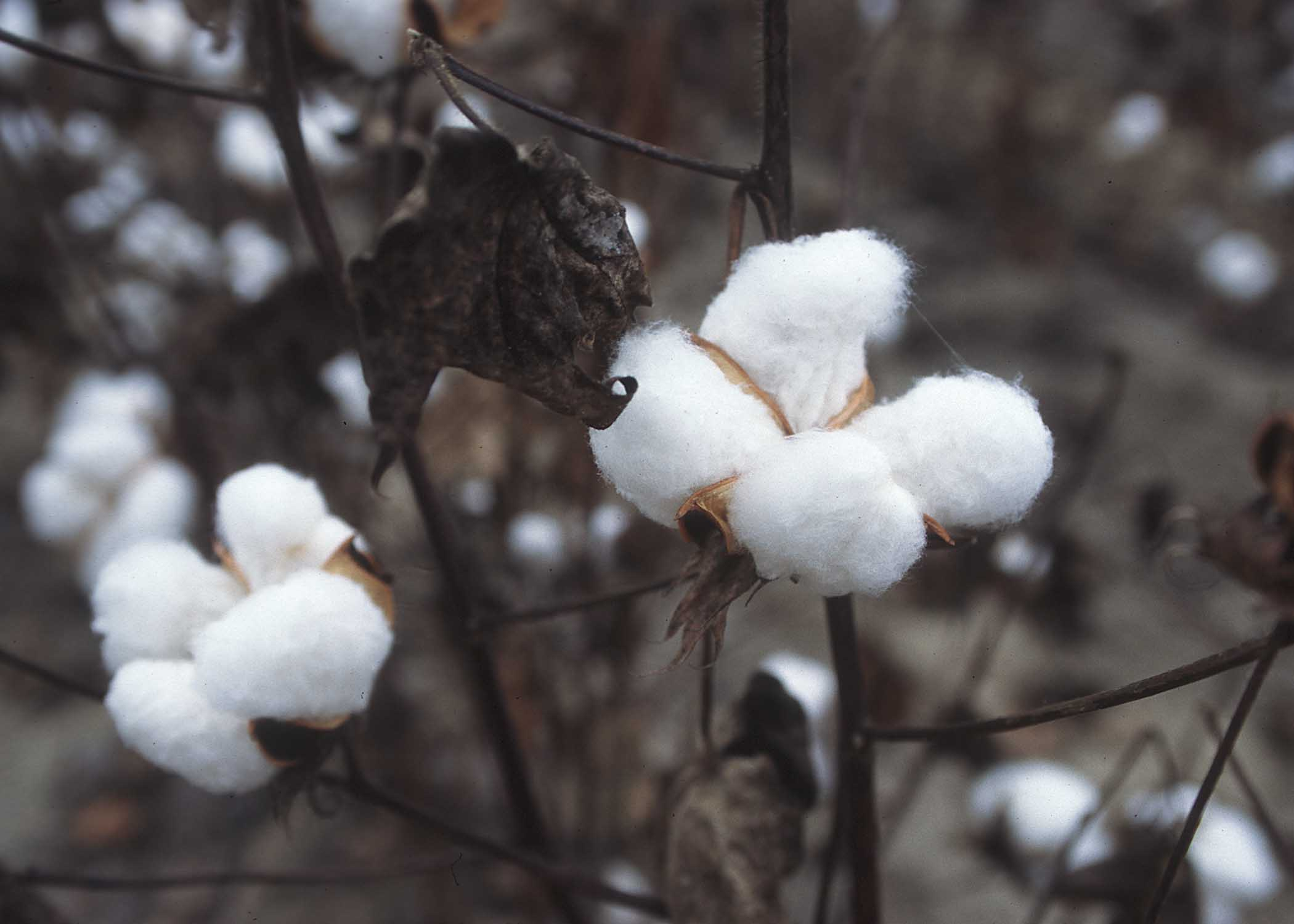
수확을 기다리는 목화솜

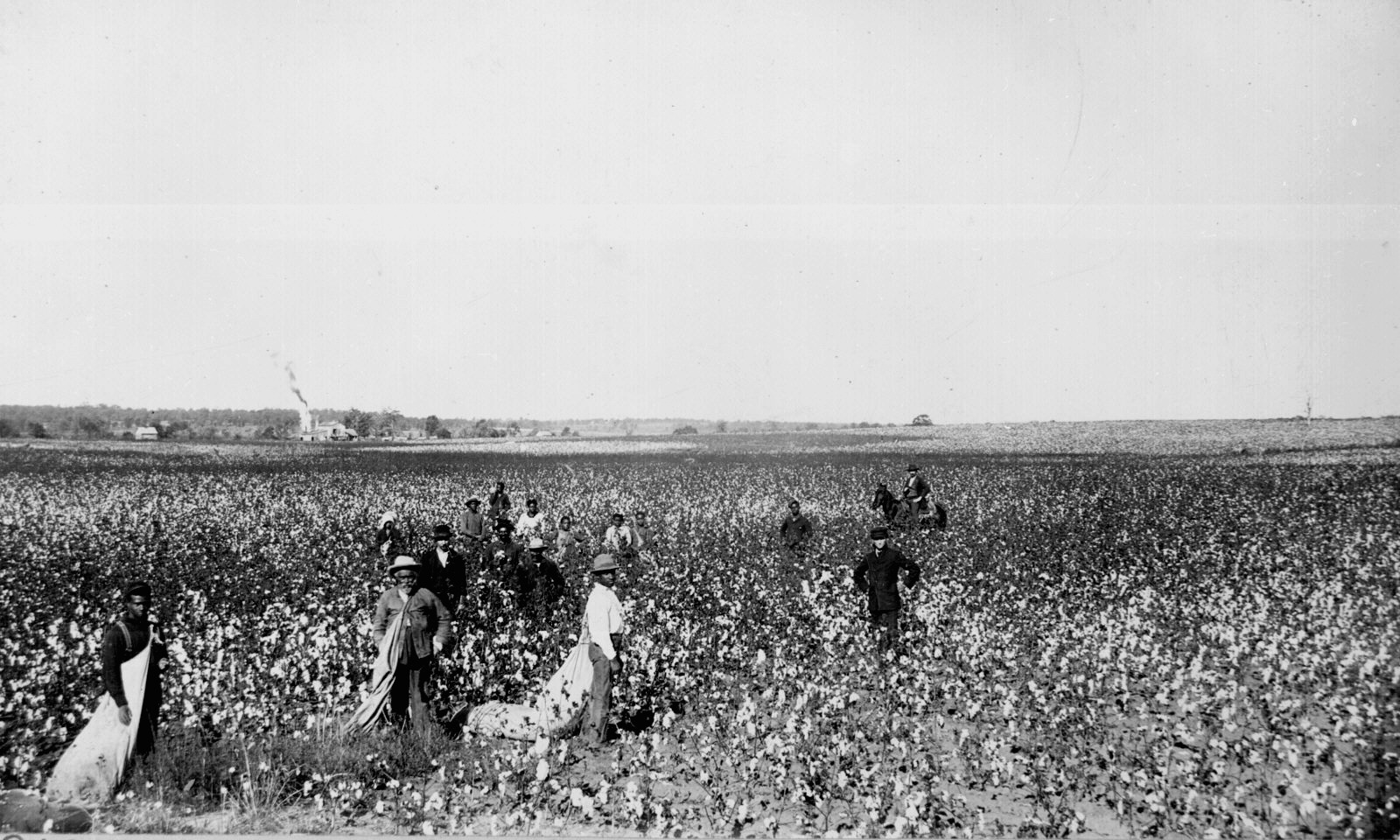
1890년대 미국 오클라호마주에서 목화를 수확하는 모습

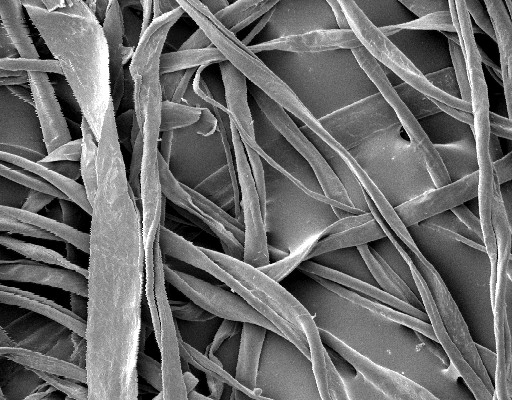
주사형 전자현미경으로 확대해서 본 면섬유

면섬유(綿纖維, 영어: cotton)는 아욱과 목화속의 식물(면화)에서 뽑은 섬유를 말한다. 그 섬유로 짠 직물을 면직물(綿織物)이라 한다.

## 전파
인도에서 기원전 3000년경 첫 목화 재배가 이루어졌는데, 그리스 역사가이자 철학자인 헤로도토스가 목화씨를 가져와 유럽의 목화 재배는 기원전 2500년 경에 이루어졌다. 인더스 문명과 안데스 문명에서 목화가 발견된 것은 이 때문이라는 일설이 있다. 또 몇천 년이 지난 1000년부터 2000년까지 그리스의 이리스에서 목화솜으로 여러 물건을 만들어 썼는데, 이는 십자군이 목화를 유럽에 가져온 것이다. 결국 그러한 과정이 여러번 반복되면서 동아시아의 중국에까지 전파되었다.
한반도에 목화가 들어온 것은 고려 말기의 문신 문익점으로 알려져 있다. 1363년 원나라에 사신으로 갔을 때 목화의 실용성을 깨닫고 목화씨를 가져왔다. 보통 목화가 원나라의 금수품목으로 지정되어 있어서 붓뚜껑속에 몰래 목화씨를 숨겨서 들여왔다는 설이 있지만, 원나라에서 금수품목으로 지정한 것은 화약 등의 무기류였기 때문에 역사적인 근거는 없다. 문익점은 그 가족들과 함께 목화를 키워 솜으로 실을 뽑아냈다.
일본의 경우 799년 인도인(곤륜인)이 일본을 방문했을 때 목화씨를 나눠주어 각지에서 재배하게 만들고 재배 방법을 널리 알렸지만 1년 사이에 중단되었다고 한다. 그 후 일본은 면화를 조선에서 수입하였다. 일본에서 목화 재배를 시작한것은 조선보다 느린 16세기 이후이다.

## 같이 보기
- 솜
- 국제면화자문위원회
- 면실유
- 조면기
- 일라이 휘트니
- 면화의 역사

## 참고 문헌
- 이 문서에는 다음커뮤니케이션(현 카카오)에서 GFDL 또는 CC-SA 라이선스로 배포한 글로벌 세계대백과사전의 "목화" 항목을 기초로 작성된 글이 포함되어 있습니다.